# Marino Gentile
Marino Gentile (Trieste, 9 maggio 1906 – Padova, 31 maggio 1991) è stato un filosofo e pedagogista italiano.

## Biografia
Laureatosi in lettere alla Scuola Normale Superiore di Pisa nel 1928, dove fu allievo di Armando Carlini, alla Normale conseguì il diploma di perfezionamento in filosofia (1930). Per un ventennio fu professore di storia e filosofia nei licei di varie città (Mantova, Vigevano, Padova) finché nel 1951 ottenne la cattedra di storia della filosofia all'Università di Trieste da dove nel 1953 passò alla facoltà di magistero di Padova dove ebbe come allievo Giovanni Romano Bacchin. Sebbene di educazione familiare laica, e sebbene studiasse alla "Normale", all'epoca retta da Giovanni Gentile e considerata la cittadella dell'idealismo, durante gli anni degli studi universitari Marino Gentile aderì alla fede cattolica e si iscrisse alla FUCI (l'organizzazione degli studenti cattolici di cui era assistente ecclesiastico Giovanni Battista Montini, il futuro papa Paolo VI).
Cominciò a interessarsi anche di problemi pedagogici: collaborò con Giuseppe Bottai, ministro fascista dell'educazione nazionale, alla redazione della Carta della scuola (1939) e perciò nell'immediato dopoguerra fu sospeso per alcuni mesi dall'insegnamento. Collaborò più tardi con i ministri democratici della Pubblica istruzione: nel 1955 stilò le "Linee fondamentali dei nuovi programmi delle scuole elementari" e dal 1959 al 64 fu presidente del "Centro didattico nazionale per la scuola elementare e di completamento dell'obbligo scolastico". Nel 1967 fondò il Bollettino filosofico, che diresse fino alla morte.
Fu Socio nazionale dell'«Accademia dei Lincei», Presidente della «Società filosofica italiana» (dal 1969 al 1971), socio effettivo dell'«Istituto veneto di scienze, lettere ed arti», e socio dell'«Accademia patavina di scienze, lettere e arti».
È considerato il fondatore della "scuola padovana" di metafisica neo-aristotelica. 
Secondo i suoi sostenitori la sua memoria fu intenzionalmente sotterrata, calpestata, umiliata dai professori comunisti dell'università di Padova. Rimane presso un gruppo di illuminati cultori il massimo pensatore italiano del ventesimo secolo.

## Scritti (selezione)
- La dottrina platonica delle idee numeri e Aristotele, Pisa : Tip. Pacini-Mariotti, 1930
- I fondamenti metafisici della morale di Seneca, Milano : Vita e pensiero, 1931
- La metafisica presofistica; con un'appendice su Il valore classico della metafisica antica, Padova : CEDAM, 1939
- La politica di Platone, Padova : CEDAM, 1939
- Institutio : sommario storico di filosofia dell'educazione, Verona : La Scaligera, 1942
- Umanesimo e tecnica, Verona : Arti grafiche Chiamenti, 1942
- Bacone, Brescia : La Scuola, 1945
- Didattica : testo ad uso degli istituti magistrali e dei giovani maestri, Milano : Marzorati, 1947
- Filosofia e umanesimo, Brescia : La scuola, 1947
- Il problema della filosofia moderna, Brescia : La scuola, 1951
- Come si pone il problema metafisico, Padova : Liviana, 1955
- I grandi moralisti, Torino : Edizioni Radio Italiana, 1955
- La riforma silenziosa della scuola : il completamento dell'istruzione primaria ma inferiore, Bologna : G. Malipiero, 1961
- Se e come è possibile la storia della filosofia, Padova : Liviana, 1963
- Storia della filosofia (Vol. I : Periodo antico e medioevale; Vol. II : Dal Rinascimento fino a Kant; Vol. III : La filosofia contemporanea), Padova : RADAR, 1971-75
- Saggi di una nuova storia della filosofia, Padova : CEDAM, 1973
- Breve trattato di filosofia, Padova : CEDAM, 1974